# Filippo Falco
Filippo Falco (Taranto, 11 febbraio 1992) è un calciatore italiano, centrocampista o attaccante del Campobasso.

## Caratteristiche tecniche
(Il tecnico Benito Carbone ai tempi del Pavia)
Considerato una grande promessa ai tempi della Primavera del Lecce, Falco veniva accostato a Lionel Messi in seguito a un gol dopo una progressione con dribbling in slalom (da qui il soprannome Il Messi del Salento).
È un attaccante esterno che ama partire da destra, soluzione a lui congeniale per giungere al tiro col piede mancino. Come ha spiegato egli stesso, può agire dietro le punte oppure da esterno offensivo, a destra, in un 4-3-3. Può giocare anche come centrocampista avanzato, soprattutto da trequartista, anche se il ruolo naturale è ala destra. Di piede sinistro, si può adattare a giocare anche da ala sinistra e da seconda punta.
Nonostante la statura modesta, è caratterizzato da una notevole velocità, rapidità e reattività muscolare. Dotato di buona tecnica e inventiva, si distingue per corsa, controllo di palla e capacità nel dribblare, qualità che gli permettono di essere molto efficace negli ultimi 30-35 metri del campo. È inoltre abile nel calciare le punizioni. In fase offensiva cerca spesso di giocare tra le linee, dove riesce a sfruttare al meglio la propria rapidità, per saltare l’avversario e tirare in porta o servire assist per i compagni; in fase difensiva cerca di essere di aiuto ai compagni andando a pressare il portatore di palla.

## Carriera

### Club

#### Inizi e Pavia
Originario di Pulsano, in provincia di Taranto, muove i primi passi all'età di 6 anni nella locale scuola calcio: l'allenatore lo schiera inizialmente come terzino, per poi spostarlo a centrocampo e infine dietro le punte. All'età di 12 anni entra nelle giovanili del Bari, in cui milita dal 2004 al 2008.
Dopo un provino con la Lazio (il trasferimento salta per via di un cambio ai vertici del settore giovanile del club romano), nell'estate del 2008 Falco approda nel settore giovanile del Lecce. Viene aggregato alla prima squadra nella stagione 2010-2011. Il 24 novembre 2010 viene convocato per la gara di Coppa Italia contro l'Udinese, durante la quale esordisce subentrando nel corso del secondo tempo.
L'11 agosto 2011 si trasferisce in prestito al Pavia, club militante in Lega Pro. Chiude la propria esperienza con la maglia dei lombardi con 8 reti in 29 presenze.

#### Lecce e vari prestiti
Al termine del prestito con il Pavia, fa ritorno al Lecce, nel frattempo retrocesso in Lega Pro in seguito allo scandalo del calcioscommesse. Il suo esordio ufficiale con la maglia dei salentini risale alla prima giornata di campionato, il 2 settembre 2012, nella gara casalinga vinta per 3-2 contro la Cremonese. Vive una stagione da titolare con i salentini, superati dal Carpi nella finale dei play-off.
Ceduto in prestito alla Reggina, dopo una prima parte di stagione in Serie B con i calabresi (3 le presenze) passa, a gennaio, alla Juve Stabia. Il 1º febbraio 2014, contro lo Spezia, realizza il suo primo gol in Serie B nella gara terminata poi 1-1. L'11 luglio dello stesso anno passa a titolo temporaneo al Trapani, dove gioca da titolare e totalizza 34 presenze, 2 reti e 12 assist nel campionato di Serie B 2014-2015.
Dopo la positiva esperienza in Serie B con il club siciliano, il 26 giugno 2015 fa ritorno al Lecce. Il Trapani riscatta l'intero cartellino del giocatore, ma a sua volta i salentini esercitano il diritto di controriscatto. Viene inserito, il 16 luglio, nella lista dei convocati del Lecce che prende parte al ritiro pre-campionato a Castel di Sangro. Il 1º agosto viene convocato per il primo impegno stagionale, del giorno seguente, contro il Catanzaro in Coppa Italia. Poche ore prima della partita, però, Falco abbandona senza alcun preavviso il ritiro della squadra, inducendo la società a prendere provvedimenti in merito: il giocatore non viene inserito nella lista dei convocati del 7 agosto per il secondo turno di Coppa contro il Cesena, questa volta per scelta dell'allenatore Antonino Asta.

#### Bologna e vari prestiti
Il 18 agosto 2015 passa in prestito con obbligo di riscatto, per una cifra vicina al milione di euro, al Bologna, in Serie A. L'esordio in maglia rossoblù, e in massima divisione, arriva il 29 agosto, quando, da titolare, prende parte alla partita interna contro il Sassuolo, persa dai bolognesi con il punteggio di 0-1. Il 1º febbraio 2016 il Bologna riscatta la proprietà del giocatore, acquisendola interamente dal Lecce.
Il 1º febbraio 2016 viene ufficializzato il suo ingaggio a titolo temporaneo da parte del club romagnolo del Cesena, con diritto di riscatto e controriscatto. Esordisce sei giorni dopo contro il Modena. La settimana successiva, il 13 febbraio, realizza il suo primo gol per i romagnoli contro il Perugia, rete che fissa temporaneamente il risultato sull'1-1 (la gara terminerà 2-1 a favore dei romagnoli). Il 20 maggio sigla la sua prima doppietta in Serie B nella gara esterna contro l'Avellino, consentendo alla squadra cesenate di vincere per 2-1.
Il 12 luglio 2016 viene ceduto in prestito gratuito al Benevento, che si assicura le prestazioni dell'attaccante pugliese fino al 30 giugno 2017. Chiude la sua esperienza con i giallorossi con 31 presenze e 6 gol, contribuendo alla storica promozione del Benevento in Serie A.
Il 28 agosto 2017 viene ceduto in prestito con obbligo di riscatto in caso di promozione in Serie A al Perugia.
Dopo una prima parte di stagione con 9 presenze totali, il 22 gennaio 2018 passa, sempre a titolo temporaneo, al Pescara, squadra con cui colleziona solo 7 presenze per via dei numerosi infortuni.

#### Ritorno a Lecce
Il 4 luglio 2018 è ufficializzato il suo nuovo ritorno al Lecce, squadra neo-promossa in Serie B, a titolo definitivo, col Bologna che mantiene una percentuale sulla rivendita del giocatore. Torna a segnare con la maglia del Lecce già alla prima giornata di campionato, in trasferta contro la sua ex squadra, il Benevento (3-3). Con 31 presenze e 7 gol è tra i protagonisti della promozione dei giallorossi in Serie A. Il 3 novembre 2019 realizza su calcio di punizione il suo primo gol in Serie A, nella partita casalinga contro il Sassuolo (2-2). Conclude la stagione di Serie A 2019-2020 con 30 partite giocate, 4 gol e 6 assist. Nella stagione seguente, dopo la mancata cessione nel calciomercato estivo, colleziona solo 10 presenze (di cui 7 da subentrante) e 2 reti in Serie B, oltre a una presenza in Coppa Italia. Avendo ripetutamente manifestato la volontà di essere ceduto, non viene convocato per le quattro partite di campionato giocate dal Lecce a gennaio e viene messo sul mercato.

#### Stella Rossa e prestito al Cagliari
Il 29 gennaio 2021 si accasa alla Stella Rossa a titolo definitivo. Il suo esordio con la nuova squadra avviene il 13 febbraio, quando subentra nei minuti conclusivi della sfida di campionato vinta per 1-0 in casa del Radnički Niš. Cinque giorni più tardi esordisce in UEFA Europa League, subentrando nel secondo tempo della partita casalinga pareggiata per 2-2 contro il Milan. Il 30 marzo, all'esordio in Coppa di Serbia, realizza il suo primo gol con la maglia della Stella Rossa, nella partita dei quarti di finale vinta per 3-0 in casa contro l'IMT Belgrado. In stagione si aggiudica il campionato e la Coppa di Serbia. Anche nell'annata seguente, caratterizzata dall'esordio di Falco nei preliminari di UEFA Champions League, il giocatore si aggiudica campionato e coppa nazionale.
Il 1º settembre 2022 si trasferisce in prestito al Cagliari.
Con i sardi gioca 14 partite, di cui la maggior parte subentrando dalla panchina, senza trovare il gol. Il 30 giugno 2023, non venendo riscattato dal Cagliari neopromosso in Serie A, fa ritorno alla Stella Rossa.
Nel dicembre del 2023, Falco lascia la Stella Rossa in seguito alla decisione del club di non rinnovare il suo contratto, giunto a scadenza.

#### CFR Cluj
Dopo un breve periodo da svincolato, in cui si è allenato insieme al Taranto, senza però accettare le offerte di contratto del club della sua città, il 25 febbraio 2024 Falco si accorda ufficialmente con il CFR Cluj, nella massima serie rumena.

#### Carrarese e Campobasso
Il 29 agosto 2024 viene acquistato dalla Carrarese, neopromossa in Serie B. Nel gennaio 2025, dopo solamente 1 presenza con i toscani, si trasferisce al Campobasso, in Serie C.

### Nazionale
Ha esordito con la nazionale italiana Under-20 il 18 aprile 2012, nell'amichevole contro la Danimarca vinta per 3-1 dagli azzurrini al Gentofte Sportspark di Copenaghen.

## Statistiche

### Presenze e reti nei club
Statistiche aggiornate al 28 aprile 2025.
| Stagione            | Squadra             | Campionato          | Campionato | Campionato | Coppe nazionali | Coppe nazionali | Coppe nazionali | Coppe europee | Coppe europee | Coppe europee | Altre coppe | Altre coppe | Altre coppe | Totale | Totale |
| Stagione            | Squadra             | Comp                | Pres       | Reti       | Comp            | Pres            | Reti            | Comp          | Pres          | Reti          | Comp        | Pres        | Reti        | Pres   | Reti   |
| ------------------- | ------------------- | ------------------- | ---------- | ---------- | --------------- | --------------- | --------------- | ------------- | ------------- | ------------- | ----------- | ----------- | ----------- | ------ | ------ |
| 2010-2011           | Lecce               | A                   | 0          | 0          | CI              | 1               | 0               | -             | -             | -             | -           | -           | -           | 1      | 0      |
| 2011-2012           | Pavia               | 1D                  | 29+2       | 8          | CI-LP           | 3               | 1               | -             | -             | -             | -           | -           | -           | 34     | 9      |
| 2012-2013           | Lecce               | 1D                  | 27+2       | 2          | CI+CI-LP        | 2+1             | 0+1             | -             | -             | -             | -           | -           | -           | 32     | 3      |
| 2013-gen. 2014      | Reggina             | B                   | 3          | 0          | CI              | 0               | 0               | -             | -             | -             | -           | -           | -           | 3      | 0      |
| gen.-giu. 2014      | Juve Stabia         | B                   | 11         | 1          | CI              | -               | -               | -             | -             | -             | -           | -           | -           | 11     | 1      |
| 2014-2015           | Trapani             | B                   | 34         | 2          | CI              | 1               | 0               | -             | -             | -             | -           | -           | -           | 35     | 2      |
| 2015-feb. 2016      | Bologna             | A                   | 9          | 0          | CI              | 0               | 0               | -             | -             | -             | -           | -           | -           | 9      | 0      |
| feb.-giu. 2016      | Cesena              | B                   | 12+1       | 4          | CI              | -               | -               | -             | -             | -             | -           | -           | -           | 13     | 4      |
| 2016-2017           | Benevento           | B                   | 31+4       | 6          | CI              | 1               | 0               | -             | -             | -             | -           | -           | -           | 36     | 6      |
| 2017-gen. 2018      | Perugia             | B                   | 8          | 1          | CI              | 1               | 0               | -             | -             | -             | -           | -           | -           | 9      | 1      |
| gen.-giu. 2018      | Pescara             | B                   | 8          | 0          | CI              | -               | -               | -             | -             | -             | -           | -           | -           | 8      | 0      |
| 2018-2019           | Lecce               | B                   | 31         | 7          | CI              | 2               | 0               | -             | -             | -             | -           | -           | -           | 33     | 7      |
| 2019-2020           | Lecce               | A                   | 30         | 4          | CI              | 1               | 1               | -             | -             | -             | -           | -           | -           | 31     | 5      |
| 2020-gen.2021       | Lecce               | B                   | 10         | 2          | CI              | 1               | 0               | -             | -             | -             | -           | -           | -           | 11     | 2      |
| Totale Lecce        | Totale Lecce        | Totale Lecce        | 98+2       | 15         |                 | 7               | 2               |               | -             | -             |             | -           | -           | 107    | 17     |
| gen.-giu. 2021      | Stella Rossa        | SL                  | 7          | 3          | CS              | 1               | 1               | UEL           | 2             | 0             | -           | -           | -           | 10     | 4      |
| 2021-2022           | Stella Rossa        | SL                  | 19         | 1          | CS              | 1               | 0               | UCL+UEL       | 4+2           | 1+0           | -           | -           | -           | 26     | 2      |
| Totale Stella Rossa | Totale Stella Rossa | Totale Stella Rossa | 26         | 4          |                 | 2               | 1               |               | 8             | 1             |             | -           | -           | 36     | 6      |
| 2022-2023           | Cagliari            | B                   | 14         | 0          | CI              | 0               | 0               | -             | -             | -             | -           | -           | -           | 14     | 0      |
| feb.-giu. 2024      | CFR Cluj            | L1                  | 0          | 0          | CR              | 0               | 0               | UECL          | 0             | 0             | -           | -           | -           | 0      | 0      |
| 2024- gen. 2025     | Carrarese           | B                   | 1          | 0          | CI              | -               | -               | -             | -             | -             | -           | -           | -           | 1      | 0      |
| gen.-giu. 2025      | Campobasso          | C                   | 10         | 0          | CI-C            | -               | -               | -             | -             | -             | -           | -           | -           | 10     | 0      |
| Totale carriera     | Totale carriera     | Totale carriera     | 293+9      | 40         |                 | 16              | 4               |               | 8             | 1             |             | -           | -           | 324    | 45     |

## Palmarès

### Club

#### Competizioni nazionali
- Campionato serbo: 2

Stella Rossa: 2020-2021, 2021-2022
- Coppa di Serbia: 2

Stella Rossa: 2020-2021, 2021-2022